# Veľká Dolina
Veľká Dolina és un poble i municipi d'Eslovàquia que es troba a la regió de Nitra, al sud-oest del país. El 2021 tenia 683 habitants.

## Història
La primera menció escrita de la vila es remunta al 1956, quan es va separar del municipi de Mojmírovce.

## Demografia
| Godina             | 1994 | 2004   | 2014    | 2024   |
| ------------------ | ---- | ------ | ------- | ------ |
| Nombre de persones | 569  | 606    | 677     | 718    |
| Diferència         |      | +6,50% | +11,71% | +6,05% |

| Godina             | 2023 | 2024   |
| ------------------ | ---- | ------ |
| Nombre de persones | 726  | 718    |
| Diferència         |      | −1,10% |